# Плешешть (Подгорія, Бузеу)
Плешешть, Плешешті (рум. Pleșești) — село у повіті Бузеу в Румунії. Входить до складу комуни Подгорія.
Село розташоване на відстані 137 км на північний схід від Бухареста, 41 км на північ від Бузеу, 83 км на захід від Галаца, 106 км на схід від Брашова.

## Населення
За даними перепису населення 2002 року у селі проживали 470 осіб, усі — румуни. Усі жителі села рідною мовою назвали румунську.